# Шоугёлз 2: Пенни из Рая
«Шоугелз 2: Пенни из Рая» (англ. Showgirls 2: Penny from Heaven) — американский художественный фильм в жанре эротической драмы 2011 года, поставленный Реной Риффель, которая выступила также сценаристом, продюсером и спонсором фильма, а также исполнила в нём главную роль.

## Сюжет
Пенни Слот — стриптизёрша, которая мечтает стать участницей телешоу. Она готова на всё лишь бы её мечта сбылась, и на пути к мечте она ни за что не остановится. Она находится в стрессе из-за жизни в большом городе. Ей придётся привыкнуть, освоиться, стать участницей телешоу и сразить всех наповал.

## В ролях
- Рена Риффель
- Форд Остин
- Дьюи Уэбер
- Грег Трэвис
- Гленн Пламмер
- Питер Стиклс
- Пола Лабаредас
- Хойт Ричардс
- Бланка Бланко
- Марк Вассерман

## Оценки
Фильм был принят негативно. На сайте-агрегаторе Rotten Tomatoes фильм удостоился 12 % положительных оценок критиков.